# Kanton Belpech
Der Kanton Belpech war bis 2015 ein französischer Wahlkreis im Département Aude und in der Region Languedoc-Roussillon. Er umfasste zwölf Gemeinden im Arrondissement Carcassonne; sein Hauptort (frz.: chef-lieu) war Belpech. Die landesweiten Änderungen in der Zusammensetzung der Kantone brachten im März 2015 seine Auflösung.
Der Kanton war 138,88 km² groß und hatte zuletzt 2241 Einwohner (Stand 2012).

## Gemeinden
| Gemeinde              | Einwohner (Stand: 2022) | Code postal | Code Insee |
| --------------------- | ----------------------- | ----------- | ---------- |
| Belpech               | 1152                    | 11420       | 11033      |
| Cahuzac               | 30                      | 11420       | 11057      |
| Lafage                | 96                      | 11420       | 11184      |
| Mayreville            | 86                      | 11420       | 11226      |
| Molandier             | 251                     | 11420       | 11236      |
| Pécharic-et-le-Py     | 29                      | 11420       | 11277      |
| Pech-Luna             | 76                      | 11420       | 11278      |
| Peyrefitte-sur-l’Hers | 76                      | 11410       | 11283      |
| Plaigne               | 120                     | 11420       | 11290      |
| Saint-Amans           | 62                      | 11270       | 11331      |
| Saint-Sernin          | 42                      | 11420       | 11365      |
| Villautou             | 66                      | 11420       | 11419      |

## Bevölkerungsentwicklung
| 1962 | 1968 | 1975 | 1982 | 1990 | 1999 | 2006 | 2012 |
| ---- | ---- | ---- | ---- | ---- | ---- | ---- | ---- |
| 2148 | 2358 | 2050 | 1987 | 2027 | 2038 | 2116 | 2241 |